# Polygon Pictures
Polygon Pictures Inc. (株式会社ポリゴン・ピクチュアズ Kabushiki-gaisha Porigon Pikuchuazu?) es un estudio de animación por computadora en 3D japonés. A partir del 23 de junio de 2011, Polygon Pictures Inc. opera como una subsidiaria de Amana Holdings Inc.

## Historia
Polygon ha animado una amplia variedad de contenidos, desde anuncios publicitarios para Shiseido con personajes originales de pingüinos originales del estudio, Rocky & Hopper (ロッキーとホッパー Rokkī to Hoppā?), hasta series anime de televisión digital en 3D Tokoro-san y la película anime en 3D, Samuroid Zero.
En 2004, PPI contribuyó las partes en 3D animadas por computadora dirigida por Mamoru Oshii, Innocence, de Production IG, el segundo largometraje anime de Universe, así como su posterior película, The Sky Crawlers.
En 2012, la serie de televisión animada por computadora de Hasbro, Transformers Prime, para lo cual PPI creó la animación, fue galardonado con el "programa excepcional animado clase especial" en la edición número 29 de los Daytime Emmy Awards.
Polygon Pictures también creó la animación de la serie Tron: Uprising de Disney XD, así como varios episodios de la exitosa serie, Star Wars: The Clone Wars, transmitida en Cartoon Network. Cada una de estas series recibieron 4 nominaciones, respectivamente, en los Annie Awards en 2013, con Tron teniendo premios caseros por el diseño de personajes y diseño de producción.

## Obras

### Televisión
- SHISEIDO HG serie TV-CF (1995)
- Digital Tokoro-san (デジタル所さん?) (2000, serie de TV anime animada por computadora para Nippon Television)
- Showbiz Countdown (2001-2010, TV Tokyo y TV Aichi)
- Inai-inai-baa! "Building Blocks Animals" (2001-2014, NHK-ETV)
- Genki Genki Non-tan (2002-2006)
- Inai-inai-baa! "The Cardboard Car" (2003-2009, NHK-ETV)
- Sengoku Jieitai "The Battle of Sekigahara" (2004, Nippon Television)
- Shiseido "Eau de Recipe" TV-CF (2004)
- Forum Engineering "Techno Artist" TV-CF (2004)
- BANDAI PSP Lumines "Silent Fever" TV-CF (2004)
- Yamato Home Convenience "Shin Hikkosi Raku Raku Pack"/"Shin Tanshin Hikkosi service TV-CF (2005)
- Bunka Shutter "Air Keeper Daimajin: Bugs Attack" TV-CF (2006)
- WAKASA SEIKATSU "BLUEBERRY-EYE" TV-CF (2006)
- Inai-inai-baa! "Koto-chan Anime" (2007-2010, NHK-ETV)
- Boneheads (2008, Nickelodeon)
- CHEMISTRY "Period" vídeo promocional (2009)
- HANABEAM by Hifana vídeo promocional (2010)
- Konya mo Dorubako S (2011, TV Tokyo)
- Transformers: Prime (2010-2013, serie de TV animada por computadora para Hasbro y The Hub)
- Star Wars: The Clone Wars (serie de televisión de 2008) (2011, Cartoon Network)
- Tron: Uprising (2012, Disney XD)
- Inai-inai-baa! "What Does This Cloud Look Like?" (2009-2013, NHK-ETV)
- GENKI GENKI NONTAN (2003-2013, vídeo y canal Kids Station)
- Inai-inai-baa! "Crayon-chan" (2014, NHK-ETV)
- Knights of Sidonia (2014)
- Sanzoku no Musume Rōnya (2014, coproducido con Studio Ghibli)
- TSUM TSUM (2014 Disney Channel Japón)
- Transformers: Robots in Disguise (2015-actualidad)
- Knights of Sidonia: Battle for Planet Nine (2015)
- Ajin (2016)

### Obras originales
- Samuroid Zero (cancelada, película anime animada por computadora; anunciada en el Tokyo International Anime Fair de 2005)

### Películas
- In Search of New Axis (1989)
- In Search of Muscular Axis (1990)
- In Search of Performing Axis (1991)
- the FLY BanD! (1998)
- Crocotires Traction AAA (1999)
- Ghost in the Shell 2: Innocence (2002, película anime de Production I.G. dirigida por Mamoru Oshii; partes en 3D animadas por computadora)
- Ultraman Cosmos 2:The Blue Planet (2002)
- A Theatrical Version of "Ape Escape": The Battle over The Golden Helmet (2002) (Efectos en CG)
- MiniMoni The Movie:The Great Cake Adventure (2002)
- Ultraman Cosmos vs. Ultraman Justice: The Final Battle (2003)
- The Sky Crawlers (2008, película anime de Production I.G. dirigida por Mamoru Oshii; partes en 3D animadas por computadora)
- Oblivion Island: Haruka and the Magic Mirror (2009, Production I.G)
- Higanjima (2010)
- Muybridge's Strings (2011, película dirigida por Koji Yamamura)
- Kiiroi Zou (2012)
- Knights of Sidonia: la película (2015)
- Ajin Parte 1: Shodo (2015)
- Ajin Parte 2: Shototsu (2016)
- Ajin Parte 3 (TBA)
- BLAME! (2017)
- Godzilla: Planet of the Monsters (2017)

### Videojuegos
- Onimusha 2 (2002, videojuego de Capcom)
- Winning Eleven Tactics (2003, videojuego de Konami; animación del vídeo de apertura)
- Fatal Frame III: The Tormented (2005)
- Dead or Alive 4 (2006)
- Dead or Alive Xtreme 2 (2006)
- Fighting Action Girl Cortina (2006)
- KOF: Maximum Impact 2 (2006)
- Street Fighter IV (2009, videojuego de Capcom; animación del vídeo de apertura)
- Monster Farm Lagoon (2009)
- Resident Evil 5 (2009)
- Metroid: Other M (2010, videojuego de Nintendo)
- Street Fighter X Tekken (2012, videojuego de Capcom; animación del vídeo de apertura)
- Dino Dominion (2012-2014, aplicación (sistemas) jugable para Android de COLOPL)
- Lollipop Chainsaw (2012, Kadokawa Games)
- Sacred 3 (2014, Deep Silver)
- Sengoku Kabuki Do (2013-2014, aplicación (sistemas) jugable para Android de COLOPL)
- Thief (2014, Square Enix y Eidos-Montréal)

### Espectáculos
- Dark Chapel Joypolis|Tokyo Joypolis amusement park (2004)
- EXPO 2005 AICHI,JAPAN: Open Your Mind (2005)
- GALAXY EXPRESS 999 Epson Shinagawa Aqua Stadium (2005)
- DigitaReal Live Stage Tokyo Joypolis amusement park (2012, Projection Mapping)
- Caretta Illumination "Lumière no Mori (Forest of Light)" Caretta Shiodome (2012, Projection Mapping)

### Web
- Nissan X Dwarf: PLUG, OUR NeW WORLD (2011, "The Planet Zero" película de cine)

### Logos animados
- Starchild Animated Logo (2014)

### Tráileres
- Resident Evil 5 (2009)
- Marvel vs. Capcom 3 (2010)

### Animación por computadora
- BoneHeads (2008, con una breve duración de 7 minutos de Random! Cartoons)